# 2011–2012-es német labdarúgókupa
A 2011–2012-es német labdarúgókupa a 69. kiírása az évente megrendezésre kerülő országos kupának. 2011. július 29-én kezdődik és 2012. május 12-én ér véget a berlini Olympiastadionban rendezett döntővel. A győztes indulási jogot szerez a 2012–2013-as Európa-ligában.

## DFB-Pokal

### 1. forduló
| 2011. július 29.       |      |                          |                                                   |
| Rot-Weiss Essen        | 2–2  | 1. FC Union Berlin       | (hu) (a Rot-Weiss Essen nyert 4–3-ra büntetőkkel) |
| RB Leipzig             | 3–2  | VfL Wolfsburg            |                                                   |
| 1. FC Saarbrücken      | 1–3  | FC Erzgebirge Aue        | (hu)                                              |
| SSV Jahn Regensburg    | 1–3  | Borussia Mönchengladbach |                                                   |
| SV Wehen Wiesbaden     | 1–2  | VfB Stuttgart            |                                                   |
| VfL Osnabrück          | 2–3  | TSV 1860 München         | (hu)                                              |
| 2011. július 30.       |      |                          |                                                   |
| BFC Dynamo             | 0–3  | 1. FC Kaiserslautern     |                                                   |
| Hallescher FC          | 0–2  | Eintracht Frankfurt      |                                                   |
| 1. FC Heidenheim       | 2–1  | SV Werder Bremen         |                                                   |
| Dynamo Dresden         | 4–3  | Bayer 04 Leverkusen      | (hu)                                              |
| Eintracht Trier        | 2–1  | FC St. Pauli             |                                                   |
| Arminia Bielefeld      | 1–5  | 1. FC Nürnberg           |                                                   |
| Rot Weiss Ahlen        | 0–10 | SC Paderborn 07          |                                                   |
| SV Babelsberg 03       | 0–2  | MSV Duisburg             |                                                   |
| VfB Oldenburg          | 1–2  | Hamburger SV             |                                                   |
| Holstein Kiel          | 3–0  | FC Energie Cottbus       |                                                   |
| SV Sandhausen          | 0–3  | Borussia Dortmund        |                                                   |
| Kickers Emden          | 1–5  | FSV Frankfurt            | (hu)                                              |
| FC Hansa Rostock       | 2–2  | VfL Bochum               | (hu) (a VfL Bochum nyert 5–3-ra büntetőkkel)      |
| Rot-Weiß Oberhausen    | 1–2  | FC Augsburg              | (hu)                                              |
| 2011. július 31.       |      |                          |                                                   |
| FC Oberneuland         | 1–4  | FC Ingolstadt 04         |                                                   |
| SpVgg Unterhaching     | 3–2  | SC Freiburg              |                                                   |
| Karlsruher SC          | 3–1  | Alemannia Aachen         |                                                   |
| Eimsbütteler TV        | 0–10 | SpVgg Greuther Fürth     |                                                   |
| FC Anker Wismar        | 0–6  | Hannover 96              |                                                   |
| ZFC Meuselwitz         | 0–4  | Hertha BSC               |                                                   |
| TSV Germania Windeck   | 1–3  | TSG 1899 Hoffenheim      | (hu)                                              |
| FC Teningen            | 1–11 | FC Schalke 04            |                                                   |
| KSV Hessen Kassel      | 0–3  | Fortuna Düsseldorf       |                                                   |
| SVN Zweibrücken        | 1–2  | 1. FSV Mainz 05          | (hu)                                              |
| SC Wiedenbrück 2000    | 0–3  | 1. FC Köln               |                                                   |
| 2011. augusztus 1.     |      |                          |                                                   |
| Eintracht Braunschweig | 0–3  | FC Bayern München        |                                                   |

### 2. forduló
| 2011. október 25.    |     |                          |                                                            |
| RB Leipzig           | 0–1 | FC Augsburg              |                                                            |
| SpVgg Unterhaching   | 1–4 | VfL Bochum               |                                                            |
| 1. FC Heidenheim     | 0–0 | Borussia Mönchengladbach | (hu) (a Borussia Mönchengladbach nyert 4–3-ra büntetőkkel) |
| Fortuna Düsseldorf   | 3–0 | TSV 1860 München         |                                                            |
| Eintracht Trier      | 1–2 | Hamburger SV             | (hu)                                                       |
| Borussia Dortmund    | 2–0 | Dynamo Dresden           |                                                            |
| SpVgg Greuther Fürth | 4–0 | SC Paderborn             |                                                            |
| TSG 1899 Hoffenheim  | 2–1 | 1. FC Köln               |                                                            |
| 2011. október 26.    |     |                          |                                                            |
| Holstein Kiel        | 2–0 | MSV Duisburg             |                                                            |
| Rot-Weiss Essen      | 0–3 | Hertha BSC               |                                                            |
| Hannover 96          | 0–1 | 1. FSV Mainz 05          | (hu)                                                       |
| Karlsruher SC        | 0–2 | FC Schalke 04            |                                                            |
| FC Erzgebirge Aue    | 1–2 | 1. FC Nürnberg           |                                                            |
| FC Bayern München    | 6–0 | FC Ingolstadt            |                                                            |
| VfB Stuttgart        | 3–0 | FSV Frankfurt            |                                                            |
| Eintracht Frankfurt  | 0–1 | 1. FC Kaiserslautern     | (hu)                                                       |

### Nyolcaddöntők
| 2011. december 20.       |     |                      |                                                     |
| VfL Bochum               | 1–2 | FC Bayern München    |                                                     |
| 1. FC Nürnberg           | 0–1 | SpVgg Greuther Fürth |                                                     |
| TSG 1899 Hoffenheim      | 2–1 | FC Augsburg          |                                                     |
| Fortuna Düsseldorf       | 0–0 | Borussia Dortmund    | (hu) (a Borussia Dortmund nyert 5–4-re büntetőkkel) |
| 2011. december 21.       |     |                      |                                                     |
| Hertha BSC               | 3–1 | 1. FC Kaiserslautern |                                                     |
| Holstein Kiel            | 2–0 | 1. FSV Mainz 05      |                                                     |
| VfB Stuttgart            | 2-1 | Hamburger SV         |                                                     |
| Borussia Mönchengladbach | 3–1 | FC Schalke 04        |                                                     |

### Negyeddöntők
| 2012. február 7.    |     |                          |  |  |
| Holstein Kiel       | 0–4 | Borussia Dortmund        |  |  |
| 2012. február 8.    |     |                          |  |  |
| Hertha BSC          | 0–2 | Borussia Mönchengladbach |  |  |
| TSG 1899 Hoffenheim | 0–1 | SpVgg Greuther Fürth     |  |  |
| VfB Stuttgart       | 0–2 | FC Bayern München        |  |  |

### Elődöntők
| 2012. március 20.        |     |                   |                                                      |
| SpVgg Greuther Fürth     | 0–1 | Borussia Dortmund |                                                      |
| 2012. március 21.        |     |                   |                                                      |
| Borussia Mönchengladbach | 0–0 | FC Bayern München | (hu) (az FC Bayern München nyert 4-2-re büntetőkkel) |

### Döntő
| 2012. május 12. | Borussia Dortmund                                            | 5 – 2   | FC Bayern München                | Olympiastadion, Berlin |
| 2012. május 12. | Kagava 3' Hummels 41' (11-esből) Lewandowski 45+1', 56', 82' | (3 – 1) | Robben 25' (11-esből) Ribéry 76' | Olympiastadion, Berlin |

## Lásd még
- 2011–2012-es Fußball-Bundesliga
- 2011–2012-es Bundesliga 2

## Külső hivatkozások
- A 2011–2012-es német labdarúgókupa a DFB hivatalos honlapján (németül)
- A 2011–2012-es német labdarúgókupa a Kicker.de-n (németül)
- A 2011–2012-es német labdarúgókupa a fussballdaten.de-n (németül)
- A 2011–2012-es német labdarúgókupa a worldfootball.net-en (angolul)

1. forduló
- Német Kupa: hetedosztályú ellenféllel kezd a címvédő Schalke – 2011. június 11., nso.hu
- Német Kupa: a Wolfsburg elvérzett Lipcsében, Hajnal gólpasszt adott – 2011. július 29., nso.hu
- Negyedosztályú csapat ejtette ki a Wolfsburgot a kupában – 2011. július 29., Origo
- Videó: Hajnal Tamás szabadrúgásból adott gólpasszt csapattársának – 2011. július 30., nso.hu
- A Leverkusen 3-0-ra vezetett, de így is kiesett a kupából – 2011. július 30., nso.hu
- A Werder Bremen rögtön kiesett a német kupából – 2011. július 30., Origo
- Német Kupa: kiesett a Werder, 3-0-s előnyről bukott a Leverkusen – 2011. július 30., nso.hu
- Videó: elképesztő mérkőzésen kapott ki 3-0-ról a Bayer Leverkusen – 2011. július 30., nso.hu
- Német Kupa: a Dortmund simán kipipálta az 1. kört – 2011. július 30., nso.hu
- Stieberék hosszabbításbeli győzelme, Schalke-gólparádé – 2011. július 31., nso.hu
- Stieberék emberhátrányban és ráadásban verték meg az ötödosztályú kupariválist – 2011. július 31., Origo
- Német Kupa: óriási balhé Berlinben, támadtak a Dynamo huligánjai – 2011. július 31., nso.hu
- Német Kupa: a Fürth tízet vágott, a Freiburg az Unterhaching ellen búcsúzott – 2011. július 31., nso.hu
- Német Kupa: Stieberék túlórás győzelme, Schalke-gólparádé – 2011. július 31., nso.hu
- Videó: 11 gólt vágott a Schalke nyolcadik ligás ellenfelének a kupában – 2011. július 31., nso.hu
- Nem okozott gondot az első forduló a Bayernnek – 2011. augusztus 1., nso.hu
- Német Kupa: háromgólos Bayern-siker a másodosztály újonca ellen – 2011. augusztus 1., nso.hu
- Videó: két büntetővel és Thomas Müller emelésével nyert a Bayern – 2011. augusztus 1., nso.hu

2. forduló
- Német Kupa: az „óriásölő” Dresden a Dortmundot kapta a 2. körben – 2011. augusztus 7., nso.hu
- Német Kupa: csapattársától és büntetőből is kapott gólt Király – 2011. október 25., nso.hu
- Német Kupa: negyedik ligás ellenfele megizzasztotta a Hamburgot – 2011. október 25., nso.hu
- Királyék simán kipottyantak a német kupából – 2011. október 25., Origo
- Németország: 15 drezdai fanatikust letartóztattak Dortmundban – 2011. október 26., nso.hu
- Német Kupa: nyolcaddöntőben a Schalke, a Hertha és a Kiel is – 2011. október 26., nso.hu
- Német Kupa: a Bayern-henger átgördült az Ingolstadton, 6-0 a vége – 2011. október 26., nso.hu
- A hannoveri bukást laza hatossal feledtette a Bayern München – 2011. október 26., nso.hu
- Hajnalék három, a Bayern hat gólt lőtt a német kupában – 2011. október 26., Origo
- Videó: a Bayern München passzjátéka ellen nem volt ellenszer – 2011. október 26., nso.hu
- Németország: nyolc rendőr megsérült a frankfurti kupameccs előtt – 2011. október 27., nso.hu

Nyolcaddöntők
- Német Kupa: Stieberék negyedosztályú csapatot kaptak a nyolcaddöntőben – 2011. október 30., nso.hu
- Német Kupa: fordított és továbbjutott a Bayern München, Fürth-bravúr – 2011. december 20., nso.hu
- Robben a hajrában lőtte tovább a Bayernt – 2011. december 20., nso.hu
- Német Kupa: a Dortmund 90 percet hátrányban játszva jutott tovább – 2011. december 20., nso.hu
- A 90 perces emberhátrány és a visszafújt büntető ellenére továbbment a Dortmund – 2011. december 20., Origo
- Német Kupa: a negyedosztályú Holstein Kiel kiütötte a Mainzot – 2011. december 21., nso.hu
- Német Kupa: nyolc között a Stuttgart és a Mönchengladbach is – 2011. december 21., nso.hu
- Negyedosztályú csapat búcsúztatta a Mainzot a kupában – 2011. december 21., Origo

Negyeddöntők
- Német Kupa: Hajnalék a Bayern Münchent fogadják a negyeddöntőben – 2011. december 22., nso.hu